# Lijst van uitbreidingsplannen van Delft
In de onderstaande tabel volgt een lijst van uitbreidingsplannen van Delft. Niet alle plannen in deze lijst zijn uitgevoerd.
| jaar | naam                                   | architect/stedenbouwkundige | concept                                                                      | uitgevoerd                      | afbeelding |
| ---- | -------------------------------------- | --- | ---------------------------------------------------------------------------- | ------------------------------- | ---------- |
| 1878 | Uitbreidingsplan Westerkwartier        | gemeentearchitect C.J. de Bruyn Kops |                                                                              |                                 |            |
| 1908 | Gemeentelijk uitbreidingsplan          | gemeentearchitect M.A.C. Hartman | eerste uitbreidingsplan van Delft dat op grond van de Woningwet ontworpen is | ja (gedeeltelijk)               |            |
| 1921 | Voorgesteld uitbreidingsplan           | Commissie van Stadsuitbreiding bestaande uit H.P. Berlage, S.G. Everts en J.A.G. van der Steur                                               | eerste aanzet tot een monumentale TH-wijk                                    | nee                             |            |
| 1928 | Algemeen uitbreidingsplan              | gemeentearchitect J. de Booij | Delft als bandvormige zone tussen Rotterdam en Den Haag                      |                                 |            |
| 1946 | Bouwplan voor de Technische Hogeschool | ex-rijksbouwmeester G.C. Bremer, Ministerie van Onderwijs, Kunsten en Wetenschap en het College van Curatoren van de TH                      | "Tuinstadwijk Wippolder"                                                     | nee                             |            |
| 1946 | Bouwplan voor de Technische Hogeschool | Bouwplanbureau bestaande uit C. van Eesteren, S.J. van Embden en J.H. Froger (laatste twee waren stedenbouwkundig adviseurs van de gemeente) | "Schaatsmodel"                                                               | ja                              |            |
| 1956 | Komplan                                | Froger en Van Embden | Bestemmingsplan voor de historische binnenstad                               | gedeeltelijk (Zuidpoort gebied) |            |

## Achtergrond
Door de invoering van de Woningwet in 1901 werden de gemeenten verplicht een uitbreidingsplan te maken. In Delft kwam hierdoor een planmatige aanpak voor de aanleg van nieuwe woonomgevingen en een verbetering van de infrastructuur op gang. Voorheen werd nieuwe bebouwing buiten de oude kern van Delft opgericht zonder enige sprake van een stedenbouwkundig concept. Hierdoor kwamen er op een ongestructureerde wijze kleine concentraties bebouwing tot stand langs de belangrijkste uitvalswegen (zoals de Rotterdamseweg, de Haagweg, de Delfgauwseweg en de Buitenwatersloot).
Met het plan van gemeentearchitect M.A.C. Hartman voldeed Delft in 1908 aan de verplichting tot het opstellen van een uitbreidingsplan.